# Pandanus brachyspathus
Pandanus brachyspathus är en enhjärtbladig växtart som beskrevs av Ugolino Martelli. Pandanus brachyspathus ingår i släktet Pandanus och familjen Pandanaceae. Inga underarter finns listade.